# Poisson-clown à trois bandes
Poisson-clown ocellé, Poisson-clown à trois bandes
Espèce
Le Poisson-clown à trois bandes ou Poisson-clown ocellé (Amphiprion ocellaris) est une espèce de poissons marins de la famille des Pomacentridés qui regroupe les poissons-clowns et les demoiselles.

## Description

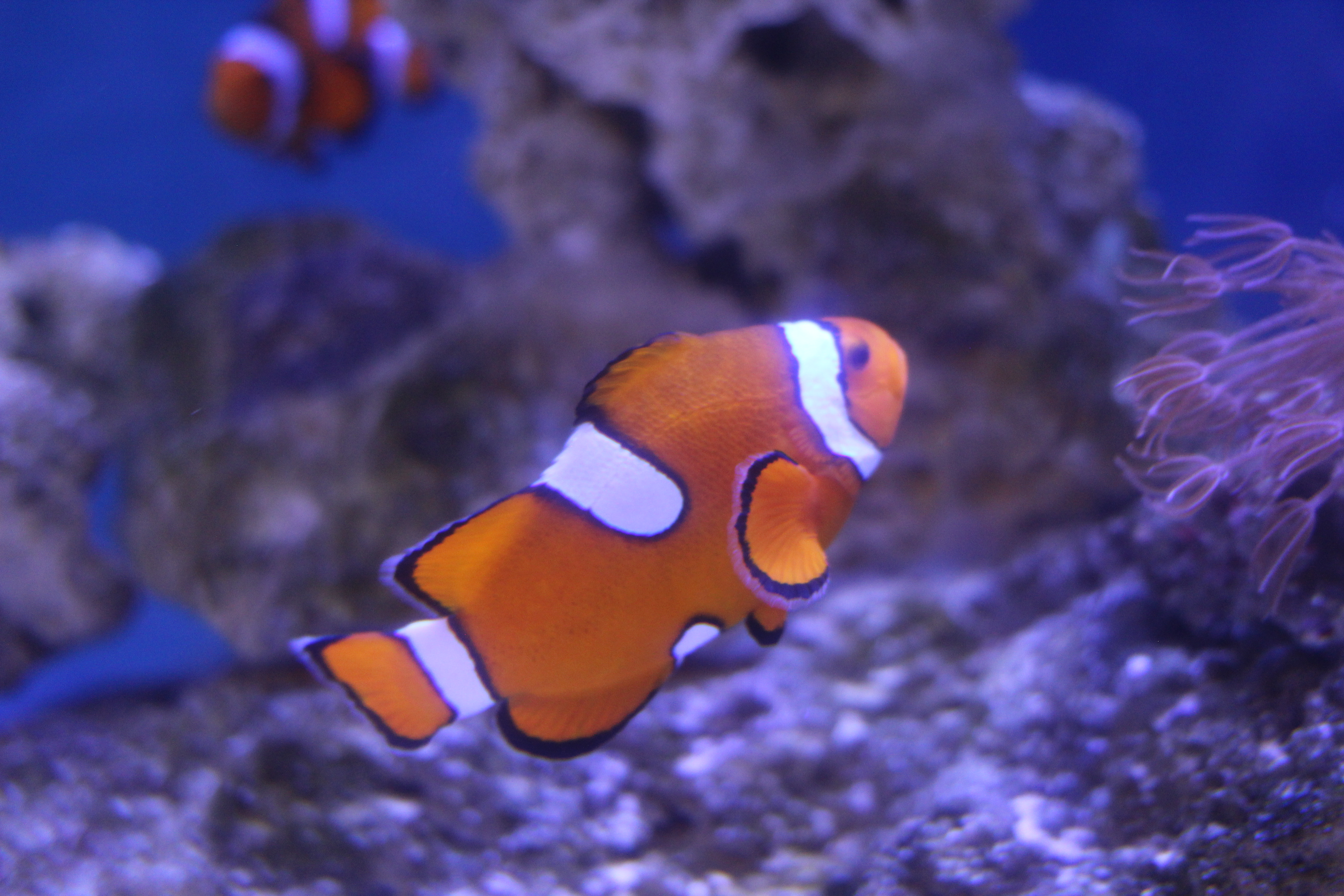
Amphiprion ocellaris

Le Poisson-clown à trois bandes est un poisson de petite taille pouvant atteindre 11 cm de long. Son corps est d'apparence trapue, de forme ovale, comprimé latéralement et avec un profil arrondi.
Sa livrée est de teinte orange à rouge-brun, voire noire dans le secteur côtier du Territoire du Nord de l'Australie, avec trois larges bandes blanches bordées d'un fin trait noir. La première au niveau de la tête passe derrière l’œil. La seconde au centre du corps s'élargit en son centre en direction de la tête. La troisième cerne la base du pédoncule caudal. Toutes les nageoires sont bordées d'un fin trait noir.
Amphiprion ocellaris est souvent confondu avec Amphiprion percula qui possède exactement la même apparence à première vue mais qui se distingue par l'épaisseur des traits noirs bordant les nageoires et les bandes.

## Répartition
Cette espèce fréquente les eaux tropicales du centre du bassin Indo-Pacifique soit les îles Andaman et Nicobar, la Thaïlande, la Malaisie, le nord-ouest de l'Australie, l'Indonésie, les Philippines et jusqu'à Taïwan et les îles Ryukyu.

## Habitat
Le Poisson-clown à trois bandes apprécie les récifs coralliens et plus particulièrement les pentes externes ainsi que les lagons abrités jusqu'à une profondeur de 15 m. 

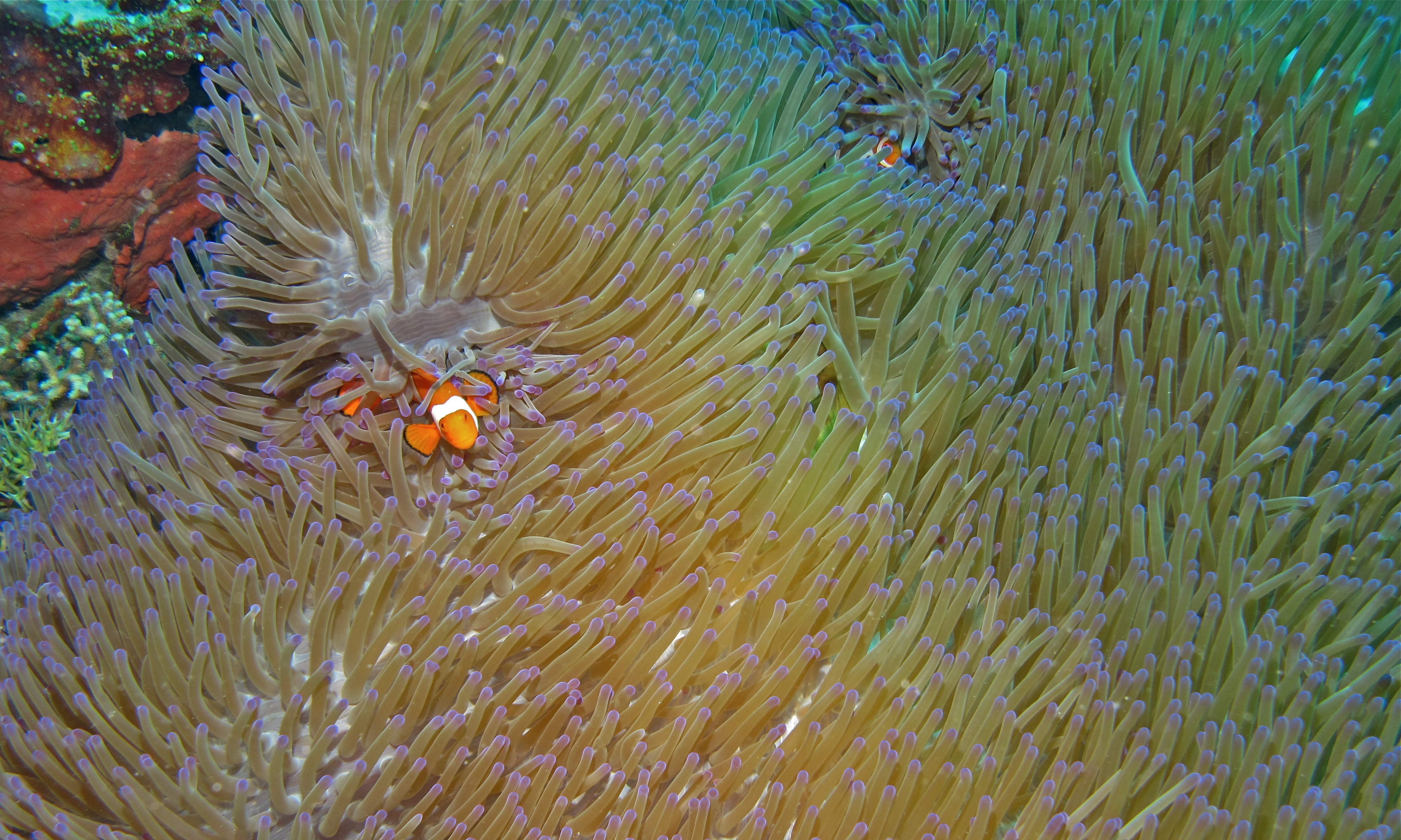
Poisson-clown à trois bandes dans une Anémone magnifique

Il peut vivre en association avec trois espèces d'anémone :  Heteractis magnifica (Anémone magnifique), Stichodactyla gigantea (Anémone carpette) et Stichodactyla mertensii (Anémone de Mertens),.

## Alimentation
Amphiprion ocellaris est omnivore, il se nourrit d'algues, de petits crustacés benthiques et de zooplancton.

## Comportement
Le Poisson-clown ocellé a une activité diurne. 
Il est hermaphrodite protandre, c'est-à-dire que l'animal est d'abord mâle puis devient femelle. Il vit en harem au sein duquel la hiérarchie est très marquée et basée sur l'agressivité physique :  c'est la femelle qui est le plus grand individu et le plus agressif ; le deuxième individu dans la hiérarchie est le mâle reproducteur ; les autres individus, dominés, restent au stade de mâle secondaire et juvénile, immature. À la mort de la femelle, le mâle dominant se transforme en femelle en quelques jours seulement et les mâles restants établissent une nouvelle hiérarchie, le poisson plus grand tentant d’empêcher le plus petit de se nourrir. 
Le poisson-clown est territorial et lié à son anémone. Ce n'est pas un poisson nageur, il demeure toujours à proximité directe de son hôte et s'en éloigne d'à peine quelques mètres pour chercher sa nourriture. 
Le mutualisme est le terme qui définit le type de relation associative entre l’anémone de mer et le poisson-clown. En effet, un mucus protecteur, développé depuis le stade larvaire, est réparti sur le corps du poisson et l'immunise contre le venin urticant produit par l’anémone. Le poisson trouve un abri au sein de l’anémone. En contrepartie le poisson-clown peut servir de leurre pour attirer des proies vers l’anémone et déparasiter cette dernière. Il peut aussi défendre son anémone contre des attaques de certains poissons pouvant la brouter, comme les Poissons-papillons.

## Reproduction
C'est le mâle reproducteur qui choisit le site de ponte près d'une anémone, un site plat soigneusement nettoyé. La femelle y pond de 200 à 1 500 œufs. C'est encore uniquement le mâle reproducteur qui assure la surveillance et les soins de la ponte en ventilant les œufs avec ses nageoires pectorales ; la femelle, comme toujours, continue d'assurer la défense du territoire en attaquant agressivement tous les intrus.

## Aquariophilie
Son comportement, son allure et sa résistance ont fait de ce poisson-clown un hôte très répandu des aquariums récifaux. L'autre fait qui a concouru grandement à l'explosion des ventes de cette espèce pour l'aquariophilie réside dans le succès mondial du film des studios Disney Le Monde de Nemo sorti en 2003 et de sa suite Le Monde de Dory.